# Геласий Кесарийский
Гела́сий (др.-греч. Γελάσιος; лат. Gelasius; IV век) — епископ Кесарии Палестинской, христианский писатель.

## Биография
Место и год рождения Геласия неизвестны. Геласий был родным племянником (сыном сестры) Кирилла Иерусалимского.
В 366 году умирает Акакий Кесарийский и начинается борьба за Кесарийскую кафедру. Кирилл Иерусалимский ставит епископом Кесарии Палестинской Филумена (др.-греч. Φιλουμένος). Евтихий Елевферопольский ставит епископом Кирилла Старца (др.-греч. Κύριλλος ὁ Γέροντος). Затем Кирилл ставит епископом своего родного племянника Геласия. Епифаний Кипрский в своей книге «Панарион» пишет о том, что все трое ничего не делали, из-за взаимной ссоры; после чего епископом Кесарии был поставлен Евзоий. Евзоия поддерживал император Валент II.
В 378 году Валент умирает, и а в 379 году новый император Феодосий I Великий изгоняет Евзоия и ставит на Кесарийскую кафедру Геласия. В 381 году Геласий вместе со своим дядей Кириллом Иерусалимским был на Первом Константинопольском соборе.
В 393 году умирает архиепископ Антиохийский Евагрий. Между двумя епископами Антиохии Евагрием и Флавианом, как между христианскими церквями был долгий раскол. Епископ Рима Либерий, последующие римские папы и Римская церковь, как и патриархи Александрийские, начиная с Афанасия, признавали православным и законным архиереем Антиохии Павлина, а затем его преемника Евагрия. Константинопольская церковь признавали православным и законным архиереем Антиохии Флавиана I, преемника Мелетия. В 394 году в Константинополе состоялся поместный церковный собор, в котором участвовал Геласий, на соборе было решено признать единственным епископом Антиохии Флавиана.
Иероним Стридонский в своей книге «О знаменитых мужах» посвящает Геласию 130 главу. В ней он пишет:
Геласий, епископ Кесарии Палестинской после Евзоя, известен тем, что писал более или менее гладким стилем, но не публиковал свои произведения.
Феодорит Кирский отзывается о Геласии как о человеке «украшавшийся словом и жизнью». Патриарх Фотий сообщает о том, что Феофил Александрийский, несмотря на то что Геласий оставил в диптихах имя Евсевия Кесарийского имел общение с Геласием. Согласно «Житию Порфирия Газского», написанное Марком Диаконом, к 395 году Геласия на кафедре Кесарии сменил епископ Иоанн.
Полностью ни одно сочинение Геласия не сохранилось, известно 17 отрывков, сохранившихся у Феодорита Кирского, Леонтия Византийского, Севира Антиохийского и в анонимной компиляции «Учение отцов о Воплощении Слова».